# Lomba da Salga
A Lomba da Salga é uma elevação portuguesa localizada na freguesia de Salga, concelho da Nordeste, ilha de São Miguel, arquipélago dos Açores.
Este acidente geológico tem o seu ponto mais elevado a 717 metros de altitude acima do nível do mar. Nas imediações desta formação encontra-se a formação do Sebastião Alves e o pico do Salto do Cavalo.
Nas encostas desta formação existe um abundante povoamento de flora endémica da macaronésia com destaque para a espécie Leontodon rigens.